# 安雅·克卢格
安雅·克卢格（德語：Anja Kluge，1964年11月9日—），德国女子赛艇运动员。她曾代表东德参加1988年夏季奥林匹克运动会赛艇比赛，获得女子八人单桨有舵手金牌。